# Gokul
Gokul is een nagar panchayat (plaats) in het district Mathura van de Indiase staat Uttar Pradesh. 

## Demografie
Volgens de Indiase volkstelling van 2001 wonen er 4.041 mensen in Gokul, waarvan 55% mannelijk en 45% vrouwelijk is. De plaats heeft een alfabetiseringsgraad van 60%. 